# Darantasia cyanoxantha
Darantasia cyanoxantha là một loài bướm đêm thuộc phân họ Arctiinae, họ Erebidae.